# Maitrank
Il Maitrank ("bevanda di maggio"), in francese boisson de Mai, è una bevanda alcolica tipica di Arlon in Belgio. Data la sua diffusione in aree limitrofe, è possibile gustarlo anche nella Lorena, in Germania e Lussemburgo.

## Storia
È menzionato per la prima volta nell'854 nell'opera del monaco benedettino Wandalbert di Prüm (nella Germania occidentale).

## Come si produce
Questa specialità si ottiene dalla macerazione, in un vino bianco della Moselle, del fiore Galium odoratum, a cui si aggiungono zucchero e spicchi di arancia. Inoltre, per arrestare la fermentazione, si aggiunge del cognac.

## Gusto e profumo
Presenta il caratteristico gusto e profumo del sottobosco fresco.

## Quando e come si consuma
Il Maitrank va consumato preferibilmente come aperitivo e nel dopocena. Può essere usato anche per realizzare granite.